# قره‌لر (شمکور)
قره‌لر (به لاتین: Qaralar) یک منطقه مسکونی در جمهوری آذربایجان است که در شهرستان شمکور واقع شده‌است. قره‌لر ۵۳۶ نفر جمعیت دارد.